# Ichikawa (Hyōgo)
Ichikawa (市川町?) è una cittadina giapponese della prefettura di Hyōgo.